# Aitor Núñez
 Aitor Núñez  nació el 10 de octubre de 1987 en Madrid. Es un jugador español de fútbol que actualmente juega en la CF Rayo Majadahonda de la Segunda División B de España. Su demarcación habitual es la de defensa, preferentemente lateral derecho, y pudiendo desempeñar su labor en ambos laterales, además de poder jugar en las posiciones de extremo o interior. 
Ha jugado un total de 7 partidos de liga en 1ª y 2ª división, debutando en la cuarta jornada de la temporada 09/10 ante el Ath. Bilbao, en un partido disputado en el Heliodoro Rodríguez López que se saldó con victoria isleña por 1-0, con gol de Mikel Alonso.

## Curiosidades
Es el primer jugador del CD Tenerife en debutar en Primera División, tanto de blanquiazul como no, que no ha debutado en Segunda. Pasó directamente de jugar en Segunda B a hacerlo en Primera. 

## Equipos
- 2005-2007: CF Rayo Majadahonda
- 2007-2009: Atlético de Madrid B
- 2009-2011: CD Tenerife
- 2011-2012: Rayo Vallecano B
- 2012-2013 : Cádiz CF
- 2013-2014 : CD Guadalajara
- 2014-2015 : Hércules CF
- 2014-2015 : CD Eldense
- 2015-2016 :Cultural y Deportiva Leonesa
- 2016-      :CF Rayo Majadahonda

- Datos: Q4118250